# Cyphomyrmex nemei
Cyphomyrmex nemei is een mierensoort uit de onderfamilie van de Myrmicinae. De wetenschappelijke naam van de soort is voor het eerst geldig gepubliceerd in 1957 door Kusnezov.